# Црнокапа грмуша
Црнокапа грмуша (лат. Sylvia atricapilla) је једна од најбројнијих гнездарица у Србији. Среће се од низија, шума, шикара, мозаичних предела до насељених места попут башта и паркова. Припада групи птица селица, с тим што мали број јединки успева да презими и у нашим пределима. Популација црнокапе грмуше у Србији је стабилна, и бележи благи пораст бројности.

## Распрострањеност
Распрострањене су у већем делу Европе, осим крајњег севера (на Исланду и Скандинавији), али се током хладних месеци спуштају у пределе јужне Европе.

## Опис
Дужина тела се креће око 13 цм, а распон крила је у опсегу 20 - 23 цм. Тежина тела је од 14 до 20 г. Боја тела је претежно сива, са нешто тамнијом нијансом на крилима и репу, док је трбух светлије обојен. Боја тела женки се креће више према светло браон нијанси, по чему се разликују од мужјака који су углавном прљаво сиве боје. Поред тога мужјаци се карактеришу црним перјем на врху клаве (отуд назив, црнокапа грмуша), док женке имају капицу риђе боје.
Лет им је кратак, отежан, периодично брз и снажан. Не спадају у претерано друштвене птице, иако се могу наћи по пар јединки на истом месту храњења. Хране се инсектима и бобицама, а спадају у љубитеље бобица зове. Оглашавају се јасним, кратким, јаким звуком, који може бити продужен, убрзан и појачаног тоналитета. Спадају у добре певаче. Гнезде се у краткој трави или жбуњу, у периоду од априла до јула. Обично полажу 4 - 5 јаја и одгаје двоје птића.

## Галерија
- женка
- Црнокапа грмуша у нишком парку
- Cuculus canorus bangsi + Sylvia atricapilla